# Вальдес, Карлос Адриан
Ка́рлос Адриа́н Вальде́с Суа́рес (исп. Carlos Adrián Valdez Suárez; род. 2 мая 1983, Монтевидео) — уругвайский футболист, защитник и капитан «Бостон Ривера». Выступал за национальную сборную Уругвая.

## Биография
Карлос Адриан Вальдес начал карьеру в 2001 году в «Насьонале». В 2005—2007 гг. находился в аренде в итальянском клубе «Тревизо», после чего права на футболиста выкупила «Реджина», где он выступает по настоящее время.
В 2005 году сыграл первый матч за основную сборную Уругвая против сборной Галисии, однако этот матч не считается официальным. С 2006 года Вальдес вызывается в сборную Уругвая. Он принял участие в Кубке Америки 2007 и в квалификационном турнире к ЧМ-2010.
В 2010 году был отдан в аренду в «Сиену», а с февраля 2011 года выступает за «Пеньяроль», также на правах аренды. В первых 10 матчах за новый клуб заработал 5 жёлтых карточек и забил автогол в игре против ЛДУ Кито в рамках группового этапа Кубка Либертадорес 2011, в которой «Пеньяроль» уступил со счётом 0:5. Однако команда в итоге сумела выйти в 1/8 финала со второго места в группе. В итоге «ауринегрос» дошли до финала турнира, чего не случалось с уругвайскими клубами с 1988 года, а сам «Пеньяроль» в последний раз играл в финале главного континентального турнира Южной Америки в 1987 году. Во всех матчах Карлос Вальдес был одним из ключевых игроков в оборонительной линии «Пеньяроля». По итогам 2011 года Карлос Вальдес был выбран журналистами лучшим уругвайским футболистом из числа тех, кто выступают во внутреннем первенстве.

## Титулы
- Чемпион Уругвая (4): 2002, 2005, 2012/13, 2015/16
- Финалист Кубка Либертадорес: 2011
- Лучший футболист Уругвая (внутренний чемпионат): 2011